# Christian Fenner
Christian Fenner (* 16. August 1942 in Berlin; † 2. Januar 2006 ebenda) war ein deutscher Politikwissenschaftler und Parteienforscher, der sich vorrangig mit dem Vergleich politischer Systeme sowie deren Kultur beschäftigte, insbesondere der europäischen Demokratien.

## Leben
Christian Fenner legte im Jahr 1963 in Mannheim das Abitur ab und studierte 1965 bis 1969 Rechts- und Politikwissenschaft, Publizistik und Soziologie in Berlin. In den Jahren 1970 bis 1976 war Fenner wissenschaftlicher Assistent an der FU Berlin. Im Jahr 1974 promovierte er mit der Arbeit Demokratischer Sozialismus und Sozialdemokratie. Realität und Rhetorik der Sozialismusdiskussion in Deutschland. 1976 war er zunächst Assistenz-Professor. Bis 1980 weilte er mehrfach zu Studienaufenthalten in Schweden und Österreich. 1980 war er Fellow am St Antony’s College der Universität Oxford. Im Jahr 1985 habilitierte er sich.
Nach mehreren Gastprofessuren an der Philipps-Universität in Marburg, der Universität Osnabrück, der Universität Duisburg, der Technischen Universität in Darmstadt, der Freien Universität Berlin und der Martin-Luther-Universität Halle-Wittenberg in Halle folgte 1992 der Ruf als ordentlicher Professor an die Universität Leipzig, wo er aus den Überresten des „Wissenschaftlichen Kommunismus“ der einstigen Karl-Marx-Universität an der Philosophisch-Sozialwissenschaftlichen Fakultät das Institut für Politikwissenschaft mit etablierte.
Im Jahr 1968 engagierte sich Christian Fenner im Liberalen Studentenbundes Deutschlands (LSD). Als FDP-Mitglied trat er für einen sozialen Liberalismus ein, welchen er in den Freiburger Thesen der FDP vertreten sah. Wie viele andere Linksliberale verließ er nach der Bonner Wende 1982 die FDP. 
Christian Fenner trat dann der SPD bei. Für die sozialpolitischen Reformen der rot-grünen Bundesregierung (1999–2005) versuchte er, Erklärungsmodelle zu finden, welche Faktoren einbeziehen, die der politischen Kultur zuzurechnen sind (z. B. in Bezug auf Unterschiede zwischen der deutschen und der schwedischen Sozialdemokratie). 
Markanter Einstieg und zugleich Leitmaxime in seinen Lehrveranstaltungen war die von ihm immer wieder gebrauchte Wendung: „Wir vergleichen alle!“, mit welcher er auf das Politische bezogen den Systemvergleich zwischen Staaten als eine international übliche Vorgehensweise charakterisierte, von dem auch wesentliche Veränderungen in Gesellschaften und Kulturkreisen ausgingen. In den letzten Jahren seiner wissenschaftlichen Tätigkeit beschäftigte er sich noch einmal verstärkt mit der Demokratisierung der Bundesrepublik Deutschland durch die „68er-Generation“ in ihren Tendenzen und Auswirkungen bis zu ihrem politischen und kulturgeschichtlichen Abschluss.
Christian Fenner verunglückte am 2. Januar 2006 tödlich. Die Urne wurde auf dem Waldfriedhof Dahlem in Berlin beigesetzt.

## Schriften
- Liberalisierung und Demokratisierung des Sozialismus in der ČSSR. In: Aus Politik und Zeitgeschichte (APuZ, Bundeszentrale, Heft 45), Bonn 1970, S. 1–38.
- zusammen mit Bernhard Blanke: Systemwandel und Demokratisierung. Europäische Verlagsanstalt, Köln 1975, ISBN 3-434-00257-X.
- Demokratischer Sozialismus und Sozialdemokratie. Realität und Rhetorik der Sozialismusdiskussion in Deutschland. Campus-Verlag, Frankfurt am Main / New York 1977, ISBN 3-593-32190-4.
- Zur Einführung in die Theorie des demokratischen Sozialismus. Europäische Verlagsanstalt, Köln 1975, ISBN 3-434-45067-X.
- Unfähig zur Reform? Eine Bilanz der inneren Reformen seit 1969. Europäische Verlagsanstalt, Köln 1978, ISBN 3-434-45075-0.
- Zur Einführung in die Theorie des demokratischen Sozialismus. Europäische Verlagsanstalt, Köln 1979, ISBN 3-434-45081-5.
- Die beiden Todsünden Gier und Neid. In: Freibeuter 67. 1996, S. 55–67.
- Parteiensystem und politische Kultur. Schweden in vergleichender Perspektive. Berlin-Verlag Spitz, Berlin 1998, ISBN 3-87061-713-6.
- Bedroht Kapitalismus die Demokratie? Leipziger Universitäts-Verlag, Leipzig 2005, ISBN 3-86583-069-2.